# روابط اسرائیل و سان مارینو
روابط اسرائیل و سان مارینو روابط دوجانبه میان دولت اسرائیل و جمهوری سن مارینو است. سان مارینو یک کنسولگری در ساویون دارد که در ۲۸ ژوئن ۲۰۰۴ افتتاح شد. کنسولگر سان مارینو در اسرائیل میشال سروادیو ایلان است. به جز کنسولگری در ساویون، سان مارینو یک کنسولگری دیگر نیز دارد که در هرتزلیا اقامت دارد. سفارت اسرائیل در رم در سان مارینو نماینده است.

## تاریخ
هر دو کشور در ۱۶ مه ۱۹۷۷ و در ۲۱ آوریل ۱۹۹۵ توافق‌نامه لغو روادید را امضا کردند.
آویگدور لیبرمن، وزیر امور خارجه اسرائیل، در ۷ مارس ۲۰۱۱ با وزیر امور خارجه سان مارینو، آنتونلا مولارونی، در رم دیدار کرد. در این نشست، وزیر سان مارینو ابراز اراده خود برای تعیین سفیری غیر مقیم در اسرائیل را اعلام کرد.
در ۲ ژوئیه ۲۰۱۲، لیبرمن بار دیگر به ایتالیا سفر کرد و این بار از سان مارینو دیدار کرد. این اولین سفر یک سیاستمدار اسرائیلی به سان مارینو بود. وی هنگام بازدید از این کشور، بیمارستانی را در همان نزدیکی افتتاح کرد که به مردم سن مارینی خدمات می‌رساند. پس از آن، او دوباره با مولارونی ملاقات کرد، و او، به عنوان یادبود یک درخت زیتون در سان مارینو کاشت.
در ژوئیه ۲۰۱۸، ناخدایان سان مارینو به‌طور غیررسمی از اسرائیل بازدید کرده‌اند. آنها در کنسولگری سن مارینو در ساویون اقامت داشته‌اند.
سان مارینو فلسطین را به رسمیت نمی‌شناسد و هیچ ارتباط دوجانبه‌ای با سازمان آزادیبخش فلسطین ندارد.